# Bico-de-lacre-comum
O bico-de-lacre-comum (nome científico: Estrilda astrild), também conhecido como bico-de-lacre-de-santa-helena, é uma pequena ave, pertencente à família Estrildidae. É nativo da África subsaariana, mas com extensão de ocupação estimada de 10.000.000 km².

## Introdução em Portugal
Esta espécie foi introduzida em Portugal, na década de 1970, e existe actualmente em grande quantidade. O primeiro foco de dispersão ocorreu já em 1968, quando a espécie foi inserida na lagoa de Óbidos.
Presentemente, é uma espécie popular e de fácil adaptação em cativeiro.

## Introdução no Brasil
Foi introduzida no Brasil pelos marinheiros dos navios mercantes portugueses da rota da Índia que atravessavam o Atlântico. Soltas, essas aves proliferaram abundantemente e hoje são encontradas em bandos nos capinzais do Sul, Sudeste, Norte, no Nordeste (nos meses de abril e maio) em maior quantidade, e no Centro-Oeste brasileiros.

## Características

### Morfofisiologia
É um pássaro pequeno que mede cerca de 11 a 13 centímetros de comprimento e 12 a 14 centímetros de envergadura. Tem um peso de 7 a 10 gramas. Apresenta uma cor acastanhada mais escura no dorso e é mais acinzentado na região do peito. Tem o bico vermelho-vivo e uma risca vermelha à volta dos olhos e no peito. Os machos e fêmeas são idênticos, mas os machos têm uma cor mais vermelha no peito, diferenciando-se pela cor preta na base inferior da cauda, que na fêmea é de tom acastanhado.

### Comportamento
O bico-de-lacre convive com pássaros de outras espécies do mesmo porte. Podem ser encontrados em bandos. É uma ave calma e colonial.

## Alimentação
São aves granívoras. Têm uma alimentação variada, embora deva haver maior abundância de painço ou outros grãos quejandos. Não apreciam insectos, embora se alimentem de alguns ocasionalmente, em especial na época de reprodução, quando precisam de mais proteínas.

## Reprodução

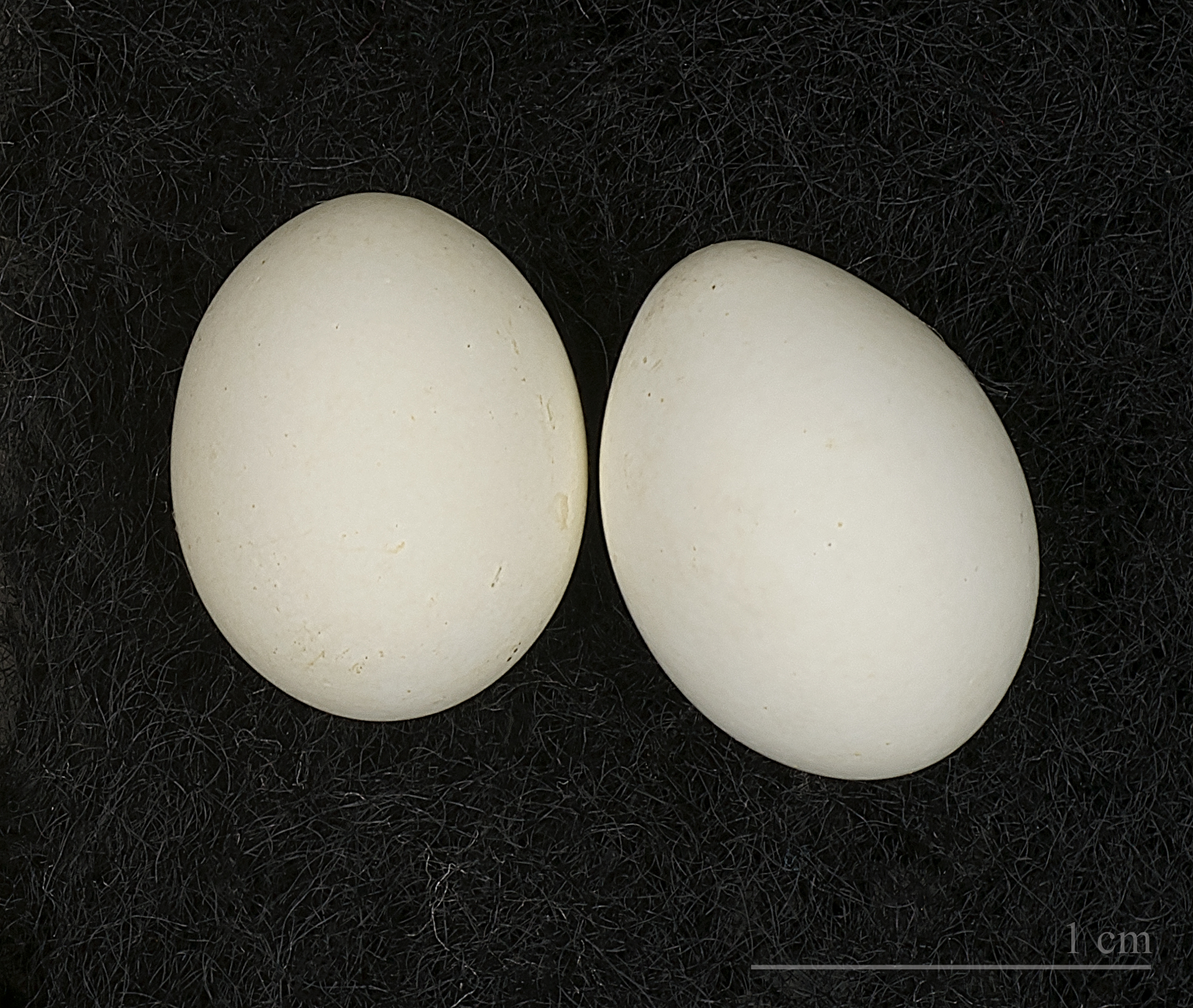
Estrilda astrild – MHNT

O casal constrói o ninho, oval ou esférico, geralmente com capim gordura, mas também com penas e algodões. A postura normal é de 3 a 5 ovos durante o ano, excluindo os meses mais frios. Os ovos são incubados em onze a treze dias, pelo casal. Os filhotes têm desenvolvimento lento, se comparados a outras espécies: permanecem no ninho cerca de vinte e um dias e somente em três semanas se alimentam sozinhos. Os jovens têm uma plumagem incompleta e o bico preto. Algumas semanas depois o bico vai ficando vermelho começando da região das penas perto dos olhos até a a ponta do bico.

## Distribuição, conservação e habitat
O habitat desta espécies de pássaros é variado, podendo ir de paisagens abertas, campos, até áreas urbanas.
A introdução em Portugal obteve sucesso, sendo que existem povoações expressivas desta ave tanto a Norte como a Sul do país, mormente nas zonas costeiras, destacando-se mais concretamente as povoações dos estuários do Cávado, do Lima, do Tejo e do Sado; as das lagoas de Óbidos, de Quiaios, da Ervedeira, da Urgeiriça, de Albufeira e das Dunas Douradas e, ainda, as dos pauis do Boquilobo, da Barroca e de Lagos.
Não há registro de extinção da espécie, cuja expansão se dá, também, pelo facto de ser introduzida.
Interessante notar, no Brasil, a íntima relação dessa ave com um capim africano, também introduzido, o chamado "capim gordura", "Melinis minutiflora" que serve de alimentação e também para a elaboração dos ninhos.

## Fotos

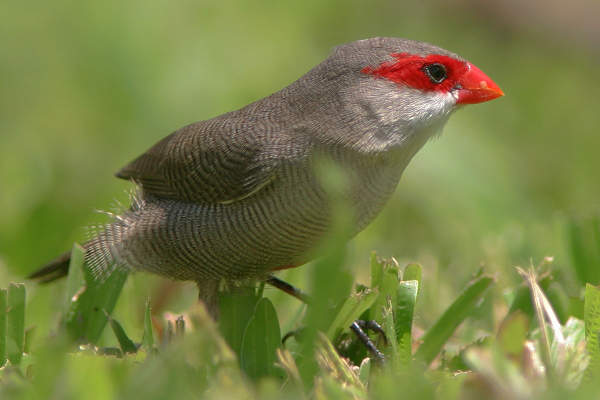
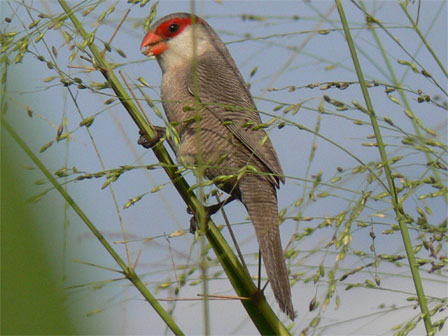
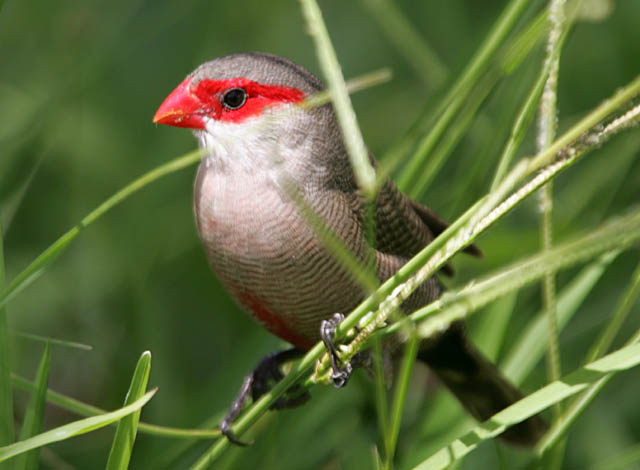
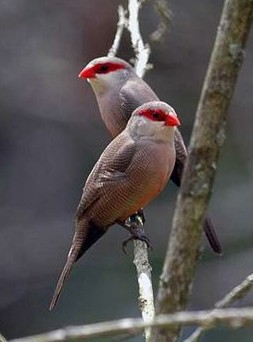